# Elliot Page
Elliot Philpotts-Page (născut Ellen Page; n. 21 februarie 1987) este un actor canadian transgender. Ca Ellen Page, a fost cunoscut și pentru rolurile din Hard Candy, Smart People sau pentru rolul lui Katherine "Kitty" Pryde în X-Men: Ultima înfruntare. A atras atenția în Canada pentru roluri ca cele din Pit Pony și Marion Bridge ce i-au adus premii, dar și pentru prestațiile din Trailer Park Boys și ReGenesis.
În 2008, a fost nominalizat pentru lista celor mai influente 100 de persoane realizată de revista Time și s-a clasat pe locul 86 în topul celor mai sexy femei din lume, top realizat de revista FHM.
De asemenea, a fost nominalizat atât la Premiile Globul de Aur cât și la Premiul Oscar la categoria Cea mai Bună Actriță pentru rolul lui din filmul Juno.
În 2020, actorul a decis să facă cunoscut faptul că se identifică cu genul masculin, declarând public că este un bărbat transgender. Ulterior, și-a schimbat numele în Elliot.

## Filmografie

### Filme
| An   | Titlu                      | Rol                          | Note           |
| ---- | -------------------------- | ---------------------------- | -------------- |
| 2002 | The Wet Season             | Jocelyn                      | Film scurt     |
| 2002 | Marion Bridge              | Joanie                       |                |
| 2003 | Touch & Go                 | Trish                        |                |
| 2003 | Love That Boy              | Suzanna                      |                |
| 2004 | Wilby Wonderful            | Emily Anderson               |                |
| 2005 | Hard Candy                 | Hayley Stark                 |                |
| 2005 | Mouth to Mouth             | Sherry                       |                |
| 2006 | X-Men: The Last Stand      | Kitty Pryde / Shadowcat      |                |
| 2007 | An American Crime          | Sylvia Likens                |                |
| 2007 | Juno                       | Juno MacGuff                 |                |
| 2007 | The Tracey Fragments       | Tracey Berkowitz             |                |
| 2007 | The Stone Angel            | Arlene                       |                |
| 2008 | Smart People               | Vanessa Wetherhold           |                |
| 2009 | Vanishing of the Bees      | Narrator                     | Documentar     |
| 2009 | Whip It                    | Bliss Cavendar/Babe Ruthless |                |
| 2010 | Peacock                    | Maggie                       |                |
| 2010 | Inception                  | Ariadne                      |                |
| 2010 | Super                      | Libby / Boltie               |                |
| 2012 | To Rome with Love          | Monica                       |                |
| 2013 | The East                   | Izzy                         |                |
| 2013 | Touchy Feely               | Jenny                        |                |
| 2014 | X-Men: Days of Future Past | Kitty Pryde / Shadowcat      |                |
| 2015 | Into the Forest            | Nell                         | Post-producție |
| 2015 | Freeheld                   | Stacie Andree                | Post-producție |

### Televiziune
| An        | Titlu                               | Rol                    | Note                                          |
| --------- | ----------------------------------- | ---------------------- | --------------------------------------------- |
| 1997      | Pit Pony                            | Maggie Maclean         | Film                                          |
| 1999–2000 | Pit Pony                            | Maggie Maclean         | 29 episoade                                   |
| 2001–2002 | Trailer Park Boys                   | Treena Lahey           | 5 episoade                                    |
| 2002      | Rideau Hall                         | Helene                 | Episodul: "Pilot"                             |
| 2003      | Homeless to Harvard                 | Young Lisa             | Film                                          |
| 2003      | Going for Broke                     | Jennifer               | Film                                          |
| 2003      | Ghost Cat a.k.a. Mrs. Ashboro's Cat | Natalie Merritt        |                                               |
| 2004      | I Downloaded a Ghost                | Stella Blackstone      | Film                                          |
| 2004      | ReGenesis                           | Lilith Sandström       | 8 episoade                                    |
| 2009      | The Simpsons                        | Alaska Nebraska (voce) | Episodul: "Waverly Hills 9-0-2-1-D'oh"        |
| 2011      | Glenn Martin, DDS                   | Robot Assistant (voce) | Episodul: "Date with Destiny"                 |
| 2011      | Tilda                               | Carolyn                | Episod pilot eșuat                            |
| 2012      | Family Guy                          | Lindsey (voce)         | Episodul: "Tom Tucker: The Man and His Dream" |

### Jocuri video
| An   | Titlu             | Rol          | Note |
| ---- | ----------------- | ------------ | ---- |
| 2013 | Beyond: Two Souls | Jodie Holmes |      |

## Premii și nominalizări
| An   | Premiu                                                                                  | Lucrare              | Rezultat     |
| ---- | --------------------------------------------------------------------------------------- | -------------------- | ------------ |
| 2003 | ACTRA Maritimes Award for Outstanding Performance - Female                              | Marion Bridge        | Câștigat     |
| 2004 | Atlantic Film Festival Canadian Award for Outstanding Performance by an Actor - Female  | Wilby Wonderful      | Câștigat     |
| 2007 | Atlantic Film Festival Canadian Award for Best Actress                                  | The Tracey Fragments | Câștigat     |
| 2008 | Academy Award for Best Performance by an Actress in a Leading Role                      | Juno                 | Nominalizare |
| 2008 | Golden Globe for Best Performance by an Actress in a Motion Picture - Comedy or Musical | Juno                 | Nominalizare |
| 2008 | BAFTA Film Award for Best Leading Actress                                               | Juno                 | Nominalizare |
| 2008 | BAFTA Orange Rising Star Award                                                          |                      | Nominalizare |
| 2011 | MTV Movie Award for Best Scared-As-Shit Performance                                     | Inception            | Câștigat     |
| 2011 | Saturn Award for Best Actress                                                           | Inception            | Nominalizare |